# Flygpungekorrar
Flygpungekorrar (Petauridae) är en familj i underklassen pungdjur. En del av individerna har glidmembran medan andra saknar detta. I familjen flygpungekorrar finns tre släkten med tillsammans 11 arter.

## Utbredning
Arter av familjen förekommer i östra Australien och på Nya Guinea. Där lever de främst i skogar.

## Utseende
Arterna i släktet Petaurus har ett glidmembran men hos de två andra släkten finns inget glidmembran. Kännetecknande är en svart-vit mönstring i ansiktet och den huvudsakligt gråbruna pälsen. Alla arter har ett jämförelsevis kort huvud och en buskig svans. Det första och andra fingret vid framfötterna är motsättliga de andra fingrarna. Honornas pung (marsupium) är väl utvecklade. Individernas tandformel är I 3/2 C 1/0 P 3/3 M 4/4, alltså 40 tänder.
Vuxna flygpungekorrar har en kroppslängd (huvud och bål) mellan 12 och 32 cm och en vikt upp till 700 gram. Sedan tillkommer en upp till 48 cm lång svans.

## Ekologi
Flygpungekorrar är aktiva på natten, lever i träd och kommer sällan ner till marken. Under dagen gömmer de sig i sina bon eller i håligheter i träd. Alla arter har mycket bra förmåga att klättra och att göra långa hopp från gren till gren. Arterna i släktet Petaurus har dessutom förmåga att segla. Den yviga svansen hjälper dessa djur att hålla balansen och tjänstgör hos nämnda släktet som manövreringsmedel under "flyget". Flygpungekorrar lever oftast i mindre grupper.

### Föda
Flygpungekorrar livnär sig av insekter, frukt, löv och blommor. Några arter äter även nektar och naturgummi eller suger trädens vätskor ur barken.

### Fortplantning
I honornas pung finns två till fyra spenar. Parningen sker över hela året med undantag av den sydliga sommaren (december till februari). Efter dräktigheten som varar i 14 till 21 dagar föder honan ett eller två ungdjur. Ungarna stannar 70 till 90 dagar i pungen och efter fyra till fem månader, när ungarna är självständiga, slutar honan att ge di. Under andra levnadsåret blir ungarna könsmogen. Djur i fångenskap blir upp till 14 år gammalt.

## Hot och status
Det största hotet utgörs av förstöringen av flygpungekorrarnas levnadsområde genom skogsröjning. IUCN listar en art som akut hotad (critically endangered) och tre andra arter som starkt hotade (endangered).

## Systematik
Familjen består av tre släkten.
- I släktet strimmiga falangrar (Dactylopsila) har alla fyra arter strimmor på rygg och en förlängd fjärde finger, ungefär som hos fingerdjuret.[1]
- Leadbeaters falanger (Gymnobelideus), består av en enda art som förekommer i ett mindre område i sydöstra Australien.
- I släktet Petaurus finns 6 arter som lever i Australien och Nya Guinea. Det finns tydliga likheter mellan arterna i släktet och släktgruppen flygekorrar (Pteromyini), men sistnämnda djurgrupp tillhör gnagarna.